# Nickelback
Nickelback är ett kanadensiskt rockband från Hanna, Alberta, och vars musik har en tydlig rakt på aggressiv ton utan att anses tung i traditionell mening. Influenser från Soundgarden och Alice In Chains finns, men utan dessa gruppers experimenterande stil och gitarrsolon. Samtidigt finns en del ballader och mer klassiska rocklåtar i bandets repertoar.
Mike Kroeger jobbade före genombrottet i en affär och det är därifrån man fick namnet Nickelback. Det var nämligen så att växeln som kunderna fick tillbaka efter de handlat ofta var fem cent (ett mynt som kallas "nickel" eftersom det sedan 1922 tillverkas av denna metall). Därmed fick kunderna en "Nickel back".
På deras första album, Curb som utkom året 1996, skrev frontmannen Chad Kroegers bror, Brandon Kroeger, alla låtarna men på albumet The State (utgiven år 1998 i Kanada och senare släppt i USA 2000), skrev Chad Kroeger alla låtarna själv.
Deras stora genombrott kom 2001 med albumet Silver Side Up, som sålde i över 6 miljoner exemplar enbart i USA med hits som "Too Bad", "Never Again" och megaframgången "How You Remind Me" som i USA var den mest spelade låten på radio år 2002. Albumet The Long Road fick triple-platinum-utmärkelse i USA och innehöll hits som "Someday", "Figured You Out" och "Feelin' Way Too Damn Good". 
Chad Kroeger har också skrivit och sjungit ledmotivet "Hero" till filmen Spider-Man, 2002, tillsammans med Josey Scott, Tyler Connolly och Matt Cameron. 
2010 turnerade Nickelback tillsammans med Breaking Benjamin och Shinedown.

## Bandmedlemmar
Nuvarande medlemmar
- Chad Kroeger – sång, sologitarr (1995–)
- Ryan Peake – rytmgitarr, keyboard, körsång (1995–)
- Mike Kroeger – basgitarr, körsång (1995–)
- Daniel Adair – trummor, körsång (2005–)

Tidigare medlemmar
- Brandon Kroeger – trummor (1995–1997)
- Mitch Guindon – trummor (1997–1998)
- Ryan Vikedal – trummor (1998–2004)

## Diskografi
Studioalbum
- 1996 – Curb
- 1998 – The State
- 2001 – Silver Side Up
- 2003 – The Long Road
- 2005 – All The Right Reasons
- 2008 – Dark Horse
- 2011 – Here and Now
- 2014 – No Fixed Address
- 2017 – Feed The Machines
- 2022 – Get Rollin'

EP
- 1996 – Hesher
- 2006 – Exclusive: Live
- 2006 – Live EP

Singlar
- 1996 – "Fly"
- 2000 – "Leader of Men"
- 2000 – "Old Enough"
- 2000 – "Breathe"
- 2000 – "Worthy to Say"
- 2001 – "How You Remind Me"
- 2002 – "Too Bad"
- 2003 – "Never Again"
- 2003 – "Saturday Night's Alright for Fighting"
- 2003 – "Someday"
- 2004 – "Because of You"
- 2004 – "Figured You Out"
- 2004 – "Feelin' Way Too Damn Good"
- 2004 – "See You at the Show"
- 2005 – "Photograph"
- 2006 – "Far Away"
- 2006 – "Savin' Me"
- 2006 – "Rockstar"
- 2006 – Animals"
- 2007 – "If Everyone Cared"
- 2007 – "Side of a Bullet"
- 2008 — "Gotta Be Somebody"
- 2008 – "If Today Was Your Last Day"
- 2008 – "Something in Your Mouth"
- 2009 – "Never Gonna Be Alone"
- 2009 – "Shakin' Hands"
- 2009 – "I'd Come for You"
- 2009 – "Burn It to the Ground"
- 2010 – "This Afternoon"
- 2011 – "Bottoms Up"
- 2011 – "When We Stand Together"
- 2011 – "This Means War"
- 2012 – "Trying Not to Love You"
- 2012 – "Lullaby"
- 2014 – "Edge of a Revolution"
- 2014 – "What Are You Waiting For?"